# 張琰 (東漢)
參數所指定的目標頁面不存在，建議更正成存在頁面或直接建立下列一個頁面（建立前請先搜尋是否有合適的存在頁面可以取代）：
- 張琰

張琰（？—206年），司隸弘農人（今河南省三門峽市靈寶市東北）人，為當地豪族。
建安十年（205年），於并州與張晟、衛固等人響應高幹反抗曹操。
當時澠池縣令賈逵不知張琰舉兵，見面後才得知，想逃走但又怕被捉拿，於是賈逵假意附合張琰並博取信任。後來賈逵見治所蠡城城牆不堅固，遭其藉著修補城牆的要求而騙走兵力，並被其據城對立。在此之前，賈逵殺死了想通風報信給自己的人。
十一年（206年），遭鍾繇率諸將討伐而被斬殺。